# Loxostege peltaloides
Loxostege peltaloides is een vlinder uit de familie van de grasmotten (Crambidae), uit de onderfamilie van de Pyraustinae. De wetenschappelijke naam van deze soort is voor het eerst voorgesteld als Eurycreon peltaloides door Hans Rebel in een publicatie uit 1932.
De soort komt voor in Turkije.